# Coutures (Maine i Loira)
Coutures és un municipi francès situat al departament de Maine i Loira i a la regió de País del Loira. L'any 2007 tenia 527 habitants.

## Demografia

### Població
El 2007 la població de fet de Coutures era de 527 persones. Hi havia 207 famílies de les quals 49 eren unipersonals (12 homes vivint sols i 37 dones vivint soles), 77 parelles sense fills, 77 parelles amb fills i 4 famílies monoparentals amb fills.
La població ha evolucionat segons el següent gràfic:
Habitants censats

### Habitatges
El 2007 hi havia 247 habitatges, 213 eren l'habitatge principal de la família, 18 eren segones residències i 15 estaven desocupats. 243 eren cases i 4 eren apartaments. Dels 213 habitatges principals, 170 estaven ocupats pels seus propietaris, 41 estaven llogats i ocupats pels llogaters i 3 estaven cedits a títol gratuït; 13 tenien dues cambres, 46 en tenien tres, 48 en tenien quatre i 107 en tenien cinc o més. 155 habitatges disposaven pel capbaix d'una plaça de pàrquing. A 104 habitatges hi havia un automòbil i a 96 n'hi havia dos o més.

### Piràmide de població
La piràmide de població per edats i sexe el 2009 era:
| Homes | Edats   | Dones |
| ----- | ------- | ----- |
| 0     | 95 o +  | 0     |
| 0     | 90 a 94 | 0     |
| 4     | 85 a 89 | 4     |
| 0     | 80 a 84 | 4     |
| 4     | 75 a 79 | 8     |
| 16    | 70 a 74 | 8     |
| 8     | 65 a 69 | 16    |
| 4     | 60 a 64 | 24    |
| 20    | 55 a 59 | 8     |
| 32    | 50 a 54 | 20    |
| 24    | 45 a 49 | 20    |
| 20    | 40 a 44 | 16    |
| 12    | 35 a 39 | 8     |
| 12    | 30 a 34 | 12    |
| 40    | 25 a 29 | 12    |
| 8     | 20 a 24 | 12    |
| 16    | 15 a 19 | 16    |
| 16    | 10 a 14 | 8     |
| 28    | 5 a 9   | 4     |
| 20    | 0 a 4   | 12    |

## Economia
El 2007 la població en edat de treballar era de 332 persones, 269 eren actives i 63 eren inactives. De les 269 persones actives 232 estaven ocupades (129 homes i 103 dones) i 37 estaven aturades (13 homes i 24 dones). De les 63 persones inactives 22 estaven jubilades, 22 estaven estudiant i 19 estaven classificades com a «altres inactius».

### Ingressos
El 2009 a Coutures hi havia 218 unitats fiscals que integraven 545 persones, la mediana anual d'ingressos fiscals per persona era de 16.295 €.

### Activitats econòmiques
Dels 24 establiments que hi havia el 2007, 1 era d'una empresa extractiva, 2 d'empreses de fabricació d'altres productes industrials, 3 d'empreses de construcció, 6 d'empreses de comerç i reparació d'automòbils, 3 d'empreses d'hostatgeria i restauració, 1 d'una empresa financera, 1 d'una empresa immobiliària, 3 d'empreses de serveis i 4 d'empreses classificades com a «altres activitats de serveis».
Dels 6 establiments de servei als particulars que hi havia el 2009, 1 era un paleta, 1 fusteria, 1 lampisteria, 2 perruqueries i 1 restaurant.
Dels 3 establiments comercials que hi havia el 2009, 1 era una botiga de menys de 120 m², 1 una llibreria i 1 una botiga de material esportiu.
L'any 2000 a Coutures hi havia 24 explotacions agrícoles que ocupaven un total de 702 hectàrees.

## Equipaments sanitaris i escolars
El 2009 hi havia una escola maternal integrada dins d'un grup escolar amb les comunes properes formant una escola dispersa.

## Poblacions més properes
El següent diagrama mostra les poblacions més properes.